# Sri Padang
Sri Padang is een bestuurslaag in het regentschap Tebing Tinggi van de provincie Noord-Sumatra, Indonesië. Sri Padang telt 3943 inwoners (volkstelling 2010).